# Droga krajowa B478 (Niemcy)
Droga krajowa 478 (niem. Bundesstraße 478) – niemiecka droga krajowa przebiegająca na osi wschód-zachód i jest połączeniem autostrady A560 w Hennef z drogą B256 w Waldbröl w Nadrenii Północnej-Westfalii.
Droga, jest oznakowana jako B478 od połowy lat 60. XX w.